# 王贊 (宋朝)
王赞（？—960年），五代後周至北宋时期政治人物，澶州观城县（今河南省清丰县东南）人。
王赞年轻时为小吏，累進澶州馬步軍都虞候。柴荣驻守澶淵，得知王赞精通刑法，曾经做过学問，于是任用要职。柴荣即位为周世宗，王赞担任東頭供奉官。後累進右驍衛将軍、三司副使。世宗问張美，都中衛兵官粮多少，張美不能回答，王赞代为回答。張美因此怀恨他，推薦王赞为客省使，兼河北諸州計度使。当时藩鎮节度使横行不法，有司不敢绳之以法。王赞赴任，揭发检举奸邪，肃正綱紀。還朝，再任三司副使。北宋建隆元年（960年），李重進之乱平定后，王赞担任揚州知州。舟船在閶橋下翻覆，王赞溺死。趙匡胤嘆道：「溺死了我的枢密使。」